# La Mina de Can Francisco
La La Mina de Can Francisco és una obra de la Cellera de Ter (Selva) inclosa a l'Inventari del Patrimoni Arquitectònic de Catalunya.

## Descripció
La mina de Can Francisco alberga una extensió d'uns 150 metres de profunditat aproximadament.
La mina ha estat profundament excavada i habilitada amb una cobertura en la qual es poden distingir tres tipus de voltes diferents. Així el primer tram que correspon amb l'inici del recorregut i que simultàniament és el més llarg, disposa d'una volta de quart d'esfera de rajola. El segon tram intermedi, que és el més curt, està dotat d'una volta de canó o de mig punt de rajola. El tercer tram que respon al final del recorregut i que contempla una extensió mitjana disposa d'una volta de quart d'esfera de rajola. Finalment trobem el que podríem definir com un quart tram, però que no ha estat excavat i en el qual s'observa la pedra primigènia de la muntanya.

## Història
Al final del segle xviii el mas Pixarrelles era propietat de l'Hospici de Girona. Aquesta institució, juntament amb els propietaris de can Sabench, va promoure un projecte d'irrigació de la plana que incloïa la construcció de dos molins. Van projectar que l'aigua que s'agafaria al Pla de Canet i, conseqüentment, van començar la construcció d'una mina que travessés la muntanya i arribés fins a la Cellera.
La mina es va començar a construir per les dues bandes, i les obres van ser dirigides en un primer moment per un frare caputxí, i més tard per un enginyer militar de Figueres. Amb la invasió francesa es va aturar el projecte i ja mai més no es va tornar a recuperar. D'aquell ambiciós projecte, que va costar la vida a més d'un treballador, avui encara es poden contemplar les dues boques d'entrada.
En origen el projecte - iniciat a finals del segle xviii (1786-88) i culminat en el 1850- tenia previst que les dues boques es trobessin, però al final no va ser així, per dos motius, ja sigui per la manca o error de precisió en els càlculs o per l'esfondrament del sostre.